# カリバダム

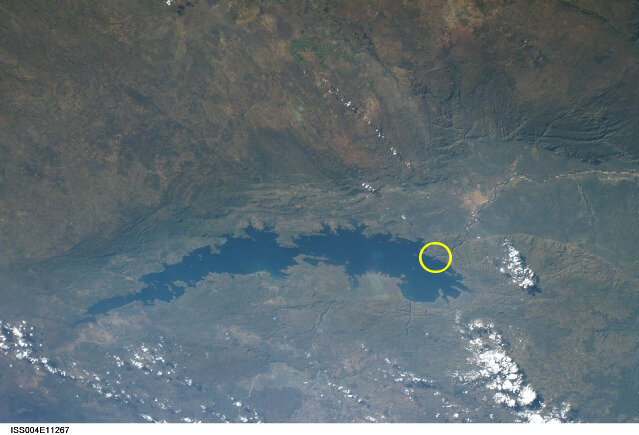
白色の丸印が、カリバダムの位置である。

カリバダム（Kariba Dam）とは、南部アフリカのザンベジ川中流カリバ峡谷に作られたダムである。ダムによって誕生した人造湖としては、カリバ湖は世界最大の湖である。カリバ湖は長さ約220km、幅約40km、湛水面積5,580平方キロメートル、貯水量は185立方キロメートルである。

## 外部リンク

ザンベジ川とダムの位置